# PL-5
PL-5 (кит. трад. 霹靂五, упр. 霹雳五, пиньинь Pī lì wǔ, палл. Пи ли у, буквально Удар грома 5) — китайская ракета класса «воздух-воздух» малой дальности. Создана в 1966 году. В 1982 году принята на вооружение. Электроника PL-5 состоит из полупроводников. Существует две схемы комбинаций взрывателя и боевой части: осколочно-фугасная боевая часть и инфракрасный взрыватель или активный радиолокационный взрыватель и стержневая боевая часть.

## Эксплуатанты
- Албания
- Бангладеш
- Мьянма
- Египет
- Иран
- Ирак
- Пакистан
- Шри-Ланка
- Судан
- Танзания
- Зимбабве
- Мексика

## Внешние ссылки
- PL-5 Авиационная энциклопедия «Уголок Неба»